# Baade (Mondkrater)
Baade ist ein Einschlagkrater nahe dem südwestlichen Rand des Mondes auf der Mondvorderseite, südwestlich des gigantischen Einschlagbeckens des Mare Orientale. Nordwestlich zeichnet sich der Krater Graff und genau westlich der Krater Catalán ab. Das Gebiet östlich des Kraters bildet die Verbindung zwischen dem 280 Kilometer langen Vallis Bouvard im Norden und dem schmäleren, 160 Kilometer langen Vallis Baade in südsüdöstlicher Richtung. Beide Täler strahlen von dem Mare in südöstliche Richtung aus.
Baade zeigt sich im Wesentlichen kreisförmig, mit scharfkantigen Außen- und teilweise terrassierten Innenwänden. Das Kraterinnere ist rau und unregelmäßig und weist bei allgemein schüsselförmigem Aussehen keinen klar abgegrenzten Kraterboden auf. Eine zentrale Erhebung im Mittelpunkt fehlt und der gesamte Krater zeigt keine wesentlichen Erosionsspuren auf Grund von später erfolgten Einschlägen.
Der Krater wurde 1964 von der IAU nach dem deutschen Astronomen Walter Baade offiziell benannt.